# Migration de travail
Une migration de travail est un type de migration humaine que l'on oppose généralement à la migration pendulaire d'une part et à la migration de peuplement d'autre part. Elle consiste en un déplacement de population en vue de trouver du travail pendant quelques jours, semaines, mois ou années dans la région d'arrivée, mais sans forcément être pensée comme définitive. Lorsque leur famille rejoint les travailleurs ayant migré, la migration de travail se transforme souvent, néanmoins, en migration de peuplement.

## Reconnaissance juridique
La notion de Migration de travail est reconnue par différentes conventions internationales qui traitent de des questions que ces migrations soulèvent comme les envois de fonds.
Parmi ces instruments on trouve:
- La Convention sur les travailleurs migrants de 1949, dans son article 9.
- La Convention européenne relative au statut juridique du travailleur migrant de Strasbourg en date du 24.XI.1977[1].